# اووندال (لوئیزیانا)
اووندال (به انگلیسی: Avondale) شهری در ایالت لوئیزیانا کشور ایالات متحده آمریکا است که جمعیت آن در سرشماری سال ۲۰۱۰ میلادی، ۴٬۹۵۴ نفر بوده‌است.